# Inturist Zaporoże
Inturist Zaporoże (ukr. Міні-футбольний клуб «Інтурист» Запоріжжя, Mini-Futbolnyj Kłub "Inturist" Zaporiżżia) – ukraiński klub futsalu, mający siedzibę w mieście Zaporoże. W 1992 i w sezonie 1993/94 występował w futsalowej Wyższej Lidze Ukrainy.

## Historia
Chronologia nazw:
- 1992: Inturist Zaporoże (ukr. «Інтурист» Запоріжжя)
- 1993: Inturist Zaporoże – po fuzji z Kołos Hulajpołe (ukr. «Інтурист» Гуляйполе)
- 1994: klub rozwiązano

Klub futsalowy Inturist Zaporoże został założony w Zaporożu w 1992 roku i reprezentował miejscowy hotel "Inturist". Pierwsze nieoficjalne Mistrzostwa Ukrainy w futsalu 1992 roku zespół zakończył na dziesiątej pozycji wśród trzynastu drużyn. Następnie przystąpił do rozgrywek o Puchar Ukrainy 1992/93, w których uczestniczył również klub Kołos Hulajpołe, który potem połączył się z Inturistem. W sezonie 1993/94 klub debiutował w profesjonalnych rozgrywkach Wyższej Ligi, zajmując ostatnie 16.miejsce. Przed rozpoczęciem sezonu 1994/95 zrezygnował z dalszych występów i został rozwiązany.

## Sukcesy

### Trofea międzynarodowe
Nie uczestniczył w rozgrywkach europejskich (stan na 31-05-2019).

### Trofea krajowe
| \| \| Zdobyte trofea w rozgrywkach Ukrainy (stan na: 31-05-2019) \| |                                                            |      |          |
| Rozgrywki                                                           | Osiągnięcie                                                | Razy | Sezon(y) |
| · Mistrzostwo                                                       | I miejsce                                                  | 0    |          |
| · Mistrzostwo                                                       | II miejsce                                                 | 0    |          |
| · Mistrzostwo                                                       | III miejsce                                                | 0    |          |
| · Mistrzostwo                                                       | 16.miejsce                                                 | 1    | 1993/94  |
| Puchar                                                              | zdobywca                                                   | 0    |          |
| Puchar                                                              | finalista                                                  | 0    |          |
| II liga                                                             | I miejsce                                                  | 0    |          |
| II liga                                                             | II miejsce                                                 | 0    |          |
| II liga                                                             | III miejsce                                                | 0    |          |
| Ukraina                                                             | Zdobyte trofea w rozgrywkach Ukrainy (stan na: 31-05-2019) |      |          |

## Struktura klubu

### Stadion
Klub rozgrywał swoje mecze domowe w Hali Sportowej w Zaporożu. Pojemność: 500 miejsc siedzących.

### Sponsorzy
- hotel "Inturist"